# Binaluacris viridis
Binaluacris viridis är en insektsart som beskrevs av Willemse, C. 1932. Binaluacris viridis ingår i släktet Binaluacris och familjen gräshoppor. Inga underarter finns listade i Catalogue of Life.